# Fayah!
Fayah! (2009) è l'ottavo album di Dvar.
È definito dal gruppo il gemello oscuro dell'album dell'anno precedente Zii.

## Il disco
In questo disco Dvar prosegue il discorso cominciato con Zii; stessa grafica di copertina stesso approccio dancehall, ma questo disco è decisamente più aggressivo e oscuro rispetto al precedente, con un suono più ritmato e profondo.
L'album è composto da 13 tracce ma nell'elenco sul retro del cd sono indicate solo le prime 12, l'ultima Oramah elahar è indicata all'interno del libretto accanto ad un p.s. senza numero.
Anche questo disco, come il precedente, è dedicato alle api morte a causa della Varroa destructor, acaro parassita di questi insetti.

### Il booklet
Anche in questo lavoro compare la scritta: "All music & texts inspired by DVAR" "2007-2008", oltre a questa è indicato un numero senza che ne sia chiarita la ragione: 211.

## Tracce
1. Umba-khu – 3:49
2. Bedrii wedrii – 2:56
3. Yagga yarra – 3:25
4. Yaja – 2:47
5. Godoh – 4:42
6. Oyreke zondege – 3:22
7. Warrah – 3:15
8. D'agah – 4:31
9. El taii – 6:24
10. Fayah! Fayah! – 3:33
11. Oh mariil – 2:58
12. Tahaw vedah – 3:05
13. Oramah elahar – 7:06

## Formazione
- General Bee - vocals, drums, tabla, percussion, 8-bit sampling
- Bee Warrior - keyboards, organs, horns, Commodore 64, Atari ST controller
- Bee Girl - theremin, loops additional vocals